# Shugo Tokumaru
 (octobre 2010).
Shugo Tokumaru (トクマル シューゴ, Tokumaru Shūgo), né le 29 mai 1980 à Tokyo au Japon, est un musicien japonais.

## Biographie
Auteur, compositeur et multi-instrumentiste, le style et les influences de Shugo Tokumaru incorporent des éléments de pop, de rock et de musique électronique. Il possède plus d'une centaine d'instruments ainsi que de nombreux jouets et appareils musicaux qu'il utilise pour composer sa musique. Sur ses disques, on reconnaît notamment de la flûte en bois, de l'accordéon ou encore des percussions autour d'une base de guitare rythmique. 
Il est également membre du groupe Gellers. Son premier album solo, Night Piece, est sorti en 2004 et son second disque, L.S.T., en 2005. En 2007, il participe à l'album Polochon Battle du musicien français David Fenech. Son avant-dernier album, Exit, est sorti au Japon sur le label P-Vine Records le 19 octobre 2007, et seulement le 2 septembre 2008 à l'international par l'intermédiaire du label Almost Gold. In Focus?, son dernier album en date , est sorti le 7 novembre 2012.

## Discographie
- 2003 : Fragment
- 2004 : Night Piece
- 2005 : L.S.T.
- 2007 : Exit
- 2010 : Port Entropy
- 2012 : In Focus?
- 2016 : TOSS